# ابرپیچ دی‌ان‌ای

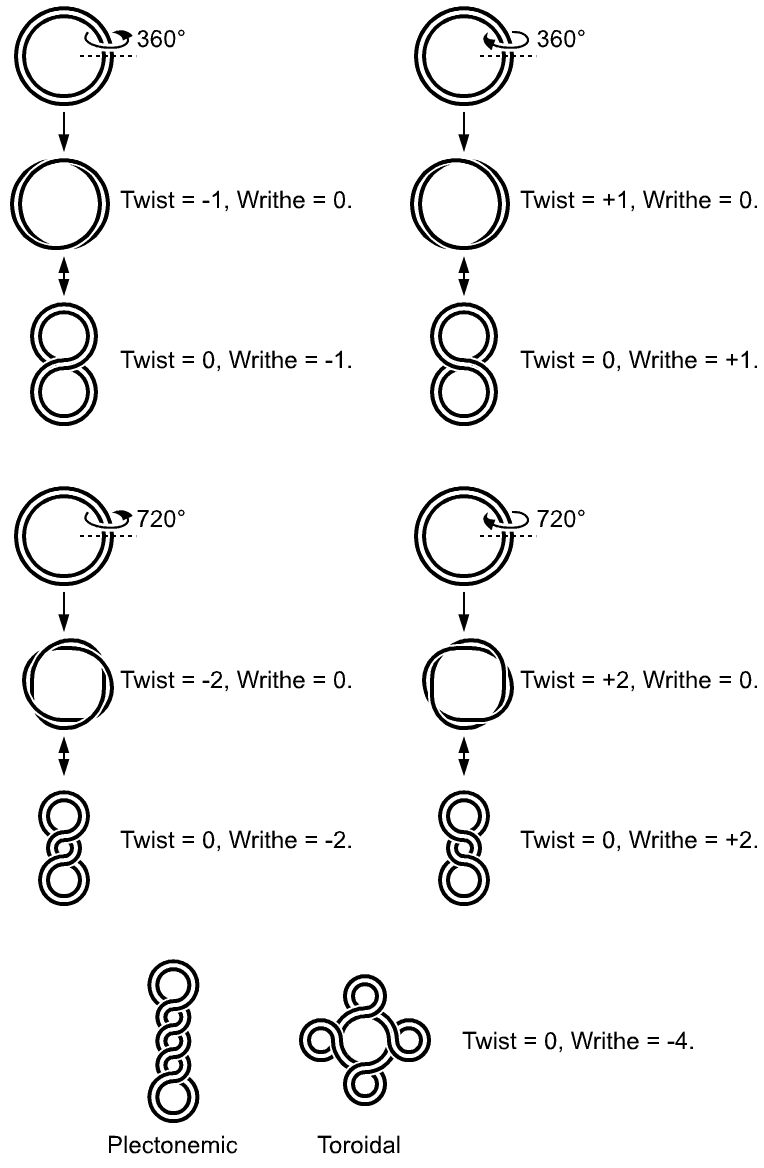
ساختار ابرپیچ مولکول‌های دی‌ان‌ای دایره‌ای با پیچش کم. ماهیت مارپیچی دی‌ان‌ای دوتایی (دوبلکس) برای وضوح حذف شده است.

ابرپیچ دی‌ان‌ای (به انگلیسی: DNA supercoil) به میزان پیچش در یک رشته دی‌ان‌ای خاص اشاره دارد که میزان فشار روی آن را تعیین می‌کند. یک رشته داده‌شده ممکن است «به طور مثبت ابرپیچ» یا «به طور منفی ابرپیچ» (کم و بیش محکم زخمی شود). مقدار ابرپیچ رشته‌ای بر تعدادی از فرآیندهای زیست‌شناختی، مانند فشرده‌سازی دی‌ان‌ای و تنظیم دسترسی به کد ژنتیکی (که به شدت بر سازوکار دی‌ان‌ای و احتمالاً بیان ژن) تأثیر می‌گذارد. آنزیم‌های خاصی مانند توپوایزومرازها، مقدار ابرپیچ‌شدن دی‌ان‌ای را تغییر می‌دهند تا عملکردهایی مانند همانندسازی و رونویسی دی‌ان‌ای را آسان کنند. مقدار ابرپیچ در یک رشته معین با یک فرمول ریاضی توصیف می‌شود که آن را با یک حالت مرجع به نام دی‌ان‌ای «شکل B آرام» مقایسه می‌کند.
در یک بخش دومارپیچ "آرام" از B-DNA، دو رشته در هر ۱۰٫۴–۱۰٫۵ جفت‌باز دنباله‌ای یک بار به دور محور مارپیچ می‌پیچند. اضافه کردن یا کم کردن پیچ و تاب‌ها، مانند برخی از آنزیم‌ها، سبب ایجاد فشار می‌شود. اگر یک قطعه دی‌ان‌ای تحت کرنش پیچشی با به هم پیوستن دو انتهای آن به یک دایره بسته شود و سپس اجازه داده شود تا آزادانه حرکت کند، شکل متفاوتی مانند شکل هشت به خود می‌گیرد. به این شکل ابرپیچ گفته می‌شود. (شکل اسمی "supercoil" اغلب هنگام توصیف پیکرشناسی دی‌ان‌ای به کار می‌رود)